# Amerykańskie Kolegium Reumatologiczne
Amerykańskie Kolegium Reumatologiczne, Amerykańskie Kolegium Reumatologii (ang. American College of Rheumatology); do 1985: Amerykańskie Towarzystwo Reumatologiczne (ang. American Rheumatism Association) – organizacja medyczna lekarzy, pracowników służby zdrowia i naukowców zajmujących się reumatologią i chorobami reumatycznymi. 
Prowadzi programy edukacyjne, doskonalenia zawodowego lekarzy i programy badawcze, organizuje spotkania naukowe. 
Wydaje czasopisma Arthritis & Rheumatism oraz Arthritis Care & Research. 
Przewodniczącą Amerykańskiego Kolegium Reumatologii jest Sherine Gabriel.